# Acaropeltis
Acaropeltis är ett släkte av svampar. Acaropeltis ingår i divisionen sporsäcksvampar och riket svampar.